# Cuaenlairat del Karoo
El cuaenlairat del Karoo (Cercotrichas coryphaeus; syn. Tychaedon coryphaeus) és una espècie d'ocell de la família dels muscicàpids (Muscicapidae) pròpia de l'Àfrica austral. El seu estat de conservació es considera de risc mínim.
Segons la classificació del Congrés Ornitològic Internacional (versió 11.2, juliol 2021) aquesta espècie pertany al gènere Cercotrichas. Tanmateix, per al Handook of the Birds of the World i la quarta versió de la BirdLife International Checklist of the birds of the world (desembre 2019), aquesta espècie hauria de ser classificada dins del gènere Tychaedon.